# Guanaja
Guanaja é uma ilha das Honduras, no departamento de Islas de la Bahía. Guanaja é também o nome da localidade principal da ilha. Guanaja foi descoberta por Cristóvão Colombo em 1502.